# Thomas Fatzinek

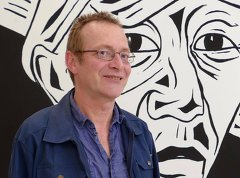
Thomas Fatzinek (vor einem vergrößerten Linoldruck an der Katholischen Privatuniversität Linz 2017)

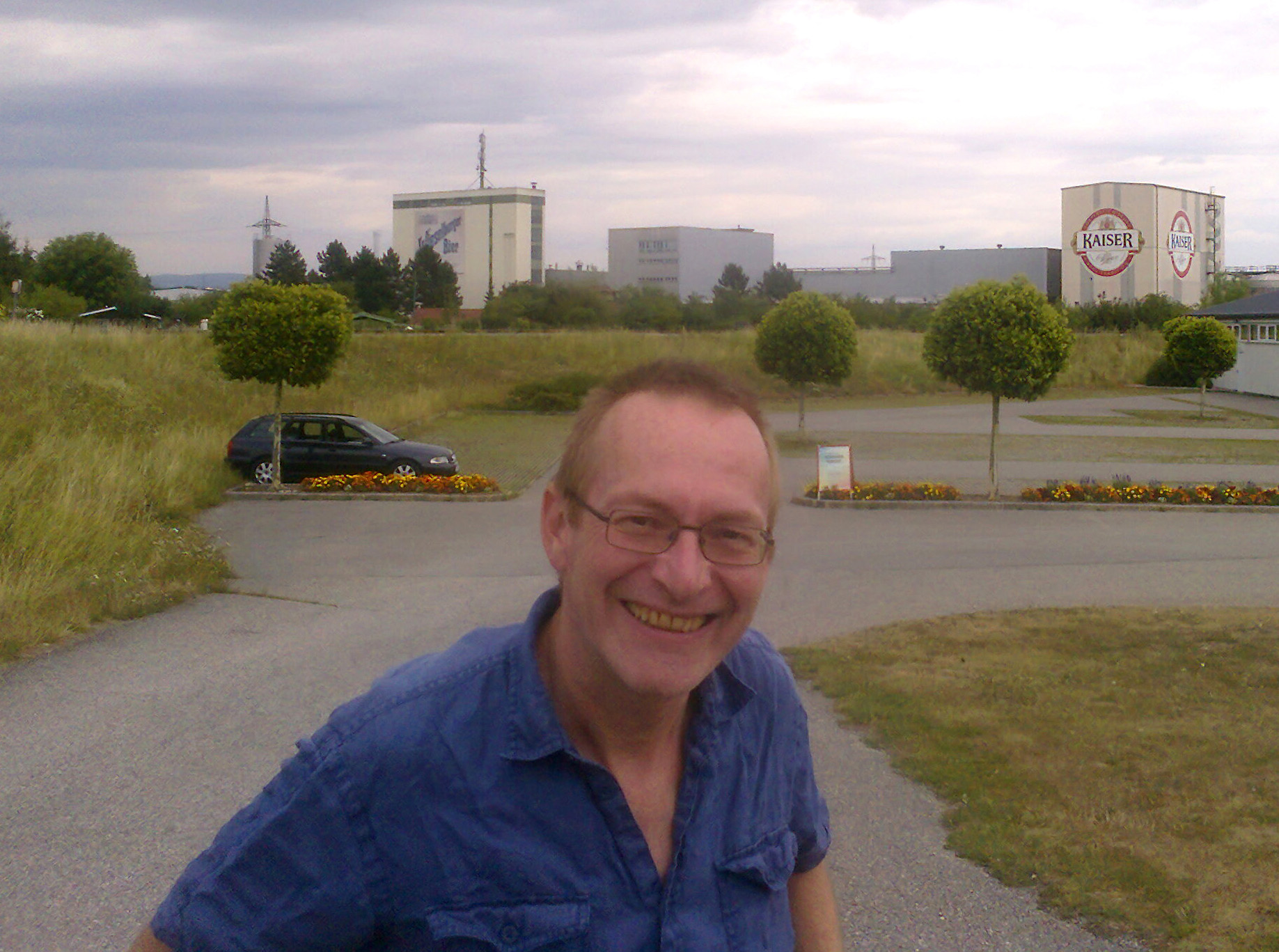
Tom Fatz vor der Besichtigung einer Brauerei im Mostviertel

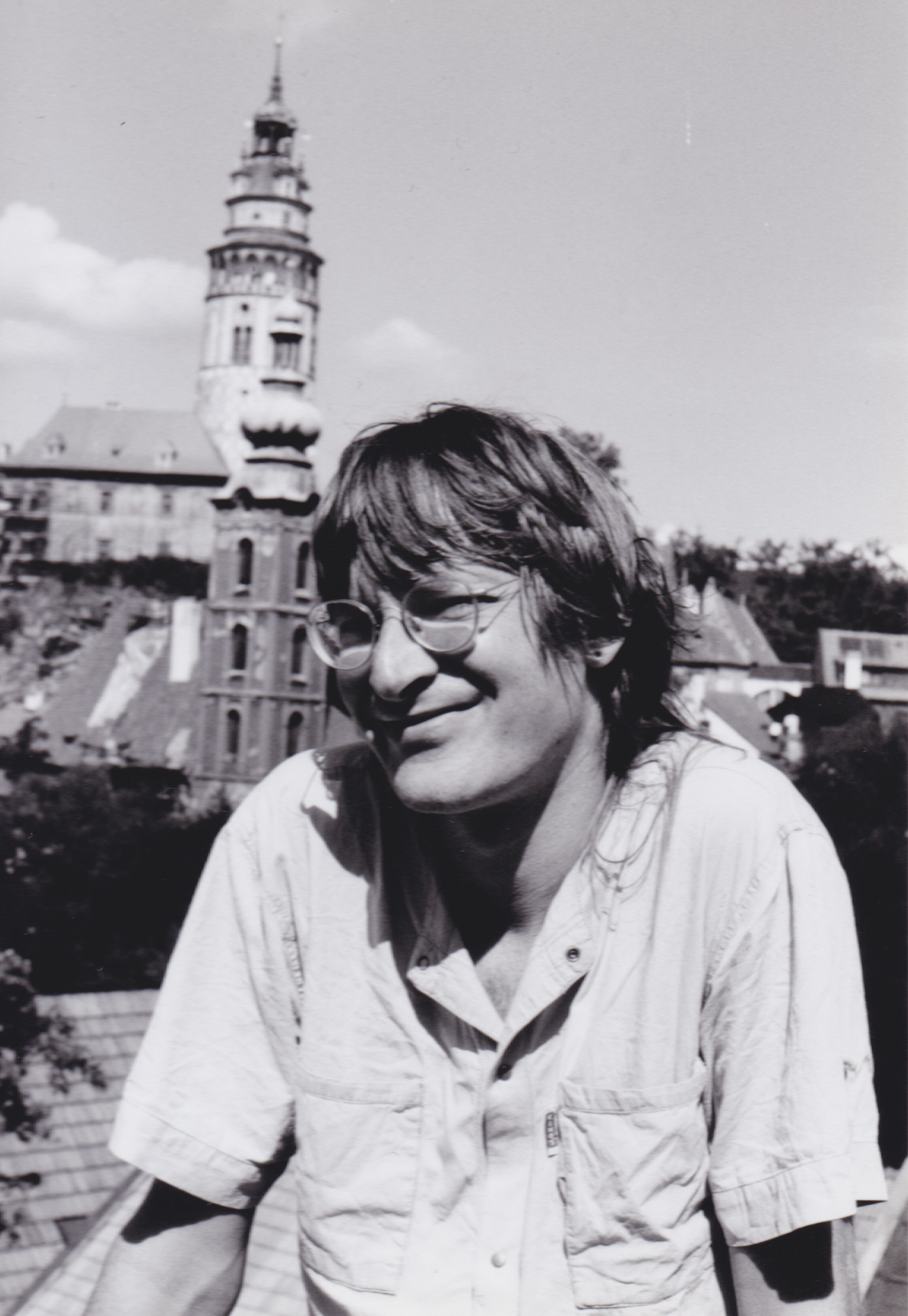
Tom Fatz bei einem Rechercheaufenthalt in Polen

Thomas Fatzinek (* 1965 in Linz) ist ein österreichischer Comiczeichner und -autor sowie Illustrator.

## Werdegang
Thomas Fatzinek brach mit 15 Jahren die Schule ab und begann eine Lehre als Lithograph. Danach zog er nach Wien und übte zahlreiche Tätigkeiten aus, unter anderem als Altenhelfer, Häftlingsbetreuer, Lagerarbeiter, Siebdrucker, Spengler, Leiharbeiter, Scanner Operator, Briefträger und Zugfahrer im Zoo Schönbrunn. Nebenbei arbeitete er stets als Illustrator für verschiedene Zeitungen, etwa Augustin, Lin_c, Um:druck, Kriminaljournal, Kriminaljournal-Kochbuch, Die Zukunft, und studierte an der Wiener Kunstschule. 2004 schloss er sein Studium mit der Diplomprüfung ab. Seither arbeitet er als politischer Comiczeichner und unterrichtet an der Kunstschule Wien.

## Auszeichnungen
- 2016: Elfriede-Grünberg-Preis für Verdienste in der Bekämpfung des Nationalsozialismus.

## Werke
- 2016: Als die Nacht begann..., Bahoe Books, Wien, ISBN 3-7015-0108-4.
- 2016: Schwere Zeiten – Das Leben der Lili Grün, Bahoe Books, Wien, ISBN 978-3-903022-41-6
- 2017: Die Stärkeren – Ein Bericht von Hermann Langbein, Bahoe Books, Wien, ISBN 978-3-903022-49-2
- 2018: Die Schönheit der Verweigerung, ein Comic über den bewaffneten antifaschistischen Widerstand im Salzkammergut, erschienen am 80. Jahrestag der Annexion Österreichs durch das Deutsche Reich, Bahoe Books, Wien, ISBN 978-3-903022-61-4
- 2019: Der letzte Weg, eine Graphic Novel nach den Erinnerungen von Chaika Grossman und Chasia Bornstein-Bielicka, Bahoe Books, Wien, ISBN 978-3-903290-02-0

## Ausstellungen (Auswahl)
- 2011 Renner-Institut: Thomas Fatzinek: Als die Nacht begann. Comics[3]
- 2017 Katholische Privat-Universität Linz, im Rahmen der Ausstellungsreihe Im Vorbeigehen, Linz, Oberösterreich.[4]
- 2017 Lern- und Gedenkort Schloss Hartheim, Holocaust im Comic, Hartheim, Oberösterreich.[5]
- 2017 Salonul European de Bandă Desenată, Bukarest, Rumänien.[6]
- 2018 Mexikoplatz – Platz der gekreuzten Geschichten, Wien.[7]
- 2018 "Das europäische Erbe in zeitgenössischen Comics und Illustrationen", Ausstellung im Rahmen des Nova Festivals, Pančevo, Serbien.[8]